# El Roble, Sinaloa
El Roble är en ort i Mexiko.   Den ligger i kommunen Mazatlán och delstaten Sinaloa, i den centrala delen av landet, 800 km nordväst om huvudstaden Mexico City. El Roble ligger 32 meter över havet och antalet invånare är 2 627.
Terrängen runt El Roble är platt åt sydväst, men åt nordost är den kuperad. Runt El Roble är det glesbefolkat, med 13 invånare per kvadratkilometer. Närmaste större samhälle är Villa Unión, 6,3 km söder om El Roble. I omgivningarna runt El Roble växer huvudsakligen savannskog.